# Холлэмби, Дэвид
Сэр Дэвид Джеймс Холлэмби (англ. David James Hollamby; 19 мая 1945 — 3 ноября 2016) — британский дипломат и государственный деятель, губернатор острова Святой Елены (1999—2004).

## Биография
В 1964 г. поступил на службу в министерство иностранных дел и по делам Содружества, занимал различные должности в Лондоне и за рубежом, включая Бейрут (1967—1970), Асунсьон (1972—1975), Нью-Йорк (1978—1982), Даллас (1982—1986) и Рим (1990—1994).
В 1999—2004 гг. — губернатор острова Святой Елены. На этом посту координировал процесс возвращения британского гражданства в результате потери половины трудоспособного населения острова, одобрил лицензию на первую неправительственную радиостанцию Saint FM (2004—2012). Из-за конфликта с Законодательным Советом большинство депутатов бойкотировали церемонию его отъезда. Был последним, кто носил церемониальный губернаторский головной убор.